# Liste der Kulturgüter in Grellingen
Die Liste der Kulturgüter in Grellingen enthält alle Objekte in der Gemeinde Grellingen im Kanton Basel-Landschaft, die gemäss der Haager Konvention zum Schutz von Kulturgut bei bewaffneten Konflikten, dem Bundesgesetz vom 20. Juni 2014 über den Schutz der Kulturgüter bei bewaffneten Konflikten sowie der Verordnung vom 29. Oktober 2014 über den Schutz der Kulturgüter bei bewaffneten Konflikten unter Schutz stehen.
Objekte der Kategorie A sind im Gemeindegebiet nicht ausgewiesen, Objekte der Kategorie B sind vollständig in der Liste enthalten, Objekte der Kategorie C fehlen zurzeit (Stand: 1. Januar 2023).

## Kulturgüter
| Foto | | Objekt                                                                   | Kat. | Typ | Standort                                       | Beschreibung |
| ---- | --------------------------------------------------------------------------------------------------- | ------------------------------------------------------------------------ | ---- | --- | ---------------------------------------------- | --- |
| ja   | Datei hochladen · Wikidata zu Wachtfelsen, spätpaläolithische-mesolithische Abristation (Q29678242) | Wachtfelsen, spätpaläolithische-mesolithische Abristation KGS-Nr.: 12132 | A    | F   | Delsbergstrasse 610070 / 254370                | Das Abri befindet sich gegenüber dem Wachtfelsen (Chessiloch). Bei Waldstrassenbau 2012 wurden Fundschichten zerstört. |
| ja   | Datei hochladen · Wikidata zu Wappenfelsanlage Chessiloch (Q17461538)                               | Wachtfelsen KGS-Nr.: 01436                                               | B    | F   | Chessiloch 609999 / 254145                     | |
| ja   | Datei hochladen · Wikidata zu Primarschulhaus (Q29678259)                                           | Primarschulhaus KGS-Nr.: 12131                                           | B    | G   | Baselstrasse 6 611405 / 254585                 | |
| BW   | Datei hochladen · Wikidata zu Arbeiterhäuser Schappe (Q118142056)                                   | Arbeiterhäuser Schappe KGS-Nr.: 16375                                    | B    | G   | Delsbergstrasse 16, 18, 20, 22 611131 / 254527 | |